# Никольский собор (Москва)
Никольский собор (также Никола Старый или Никола Большие Главы) — утраченный православный храм в Москве, собор Николо-Греческого монастыря. Разрушен коммунистами в 1935 году.

## История
Дата постройки первого деревянного монастырского собора неизвестна, как и дата основания самого монастыря. Первое упоминание о монастыре относится к 1390 году. Очевидно, что к этому времени в монастыре имелся и собор.
Судя по записи о пожаре в 1564 году, когда сгорели две деревянные церкви, «да у Николы погорели верхи», москвовед Сергей Романюк предполагает, что собор уже был каменным. В 1720-е годы монахи подали прошение о перестройке обветшавшего здания. Оно было снесено в 1723 году. В следующем году была построена нижняя Никольская церковь, а в 1735 году на средства князя Дмитрия Кантемира возвели верхнюю церковь в честь Иверской иконы Божией Матери. В соборе были похоронены сам Дмитрий Кантемир, его жена Кассандра, сын Антиох и другие члены семьи.
К конце века собор снова пришёл в ветхость, и поэтому в 1795 году был построен новый собор. По одной из версий, проектировал собор известный архитектор Матвей Казаков.
После Октябрьской революции монастырь был закрыт в 1923 году и его помещения стояли опечатанные до 1935 года. В 1923 году церковная утварь, иконы и библиотека монастыря были частично уничтожены, частично разворованы.
Зимой 1935 года строения монастыря, включая захоронения, были снесены для постройки здания Народного комиссариата тяжелой промышленности СССР. В начале февраля 1935 года руководство Комитета охраны памятников при Президиуме ВЦИК Совета рабочих, крестьянских и красноармейских депутатов обратилась с письмом в Государственный исторический музей. В этом письме содержалась просьба в виду «происходящего сноса собора бывшего Греческого монастыря на Никольской улице» произвести «вскрытие находящихся там гробниц для изъятия музейных вещей и вывезти в литературный уголок нового кладбища бывшего Новодевичьего монастыря останки первого российского сатирика Антиоха Кантемира». На это письмо была наложена резолюция: «К сожалению, ваше обращение опоздало на месяц». Это означало, что все захоронения, в том числе и Кантемиров, были снесены к январю 1935 года и вывезены на свалку со строительным мусором.
В настоящее время на месте собора небольшой сквер во дворе.

## Архитектура
Собор был построен в классическом стиле и имел портики и пологий купол, на котором размещалась стройная купольная беседка с маленькой главой.